# (101955) Bennu
(101955) Bennu er en Apollo-asteroide der blev opdaget af LINEAR-projektet den 11. september 1999, hvor den fik det midlertidige navn 1999 RQ36. Asteroiden Bennu er måske på kollisionskurs med Jorden, og er udset af NASA til at være målet for OSIRIS-REx rummissionen, der blev opsendt i september 2016, og i 2023 skal returnere en prøve på mindst 60 gram af asteroiden til Jorden.
Navnet Bennu fik asteroiden tildelt den 1. maj 2013, efter et forslag fra den 9-årige skoledreng Michael Puzio fra North Carolina i USA, der sammen med 8000 andre deltog i en navngivningskonkurrence. Han valgte navnet fordi han syntes rumsondens robotarm og solpaneler lignede halsen og vingerne på den egyptiske fugleguddom Benu der afbilledes som en fiskehejre. Og fordi navnet også betyder den opstigende eller at skinne.
(101955) Bennu, der har en diameter på cirka 493 meter, har været studeret intensivt med blandt andet Arecibo Observatoriets Planetary Radar.
I et studie ledet af den italienske matematiker Andrea Milani, har man fundet frem til en serie på otte mulige kollisionshændelser mellem 2169 og 2199. Den samlede sandsynlighed for en kollision med Jorden, afhænger af dårligt bestemte fysiske egenskaber ved asteroiden, men anslås til at være mindre end 0,07%. For at bedømme sandsynligheden mere præcist for en kollision med (101955) Bennu, er det nødvendigt med en detaljeret model af asteroidens form og med observationer af størrelsen af Jarkovskij-effekten, der har indflydelse på dens bane.